# Казни во время гражданской войны в Ирландии
Казни во время Гражданской войны в Ирландии получили распространение во время так называемой партизанской фазы Гражданской войны в Ирландии (июнь 1922 г. – май 1923 г.). Эта фаза войны была особенно ожесточенной, и обе стороны, как правительственные силы Ирландского свободного государства, выступавшего за англо-ирландский договор, и повстанцы значительной части Ирландской республиканской армии (ИРА), отвергавшей договор, использовали казни и террор, что переросло в цикл зверств. С ноября 1922 года поддержавшее договор временное правительство, позднее правительство Свободного государства, приступило к применению казней республиканских заключенных, чтобы положить конец войне. Многие из убитых ранее были союзниками, а в некоторых случаях и близкими друзьями (во время Ирландской войны за независимость 1919–1921 гг.) тех, кто отдавал приказы об их казнях во время гражданской войны. Кроме того, правительственные войска также расстреляли по меньшей мере 130 военнопленных на поле боя. Казни заключенных и военнопленных оставили неизгладимый след горечи в ирландской истории XX века.
Ирландским свободным государством смертные казни в гражданскую войну применялись шире, чем за несколько лет до этого британскими властями во время Ирландской войны за независимость. В отличие от 81 официально казненного правительством Ирландского свободного государства с 17 ноября 1922 по 30 мая 1923, британцы во время самой острой фазы конфликта (с 1 ноября 1920 года по 7 июня 1921) казнили 24 добровольца ИРА.

## Предыстория
Майкл Коллинз, командующий выступавшей за договор Национальной армии, надеялся на скорейшее примирение двух враждующих фракций ирландских националистов, требуя, чтобы республиканцы, выступающие против договора, приняли народный вердикт и затем, разоружившись, спокойно разошлись по домам. Коллиз заявлял: «Мы хотим избежать любых возможных ненужных разрушений и потерь жизней. Мы не хотим смягчать их слабость решительными действиями, выходящими за рамки того, что требуется». Имея в виду примирение, Коллинз выступал против введения смертной казни.
Однако после убийства Коллинза 22 августа 1922 года временное правительство под руководством Уильяма Косгрейва заняло позицию, что ИРА, выступающая против договора, проводила незаконное восстание против законного ирландского правительства, установленного законом, и с заключенными следует обращаться как с преступниками, а не как с комбатантами. О'Хиггинс, в частности, высказал мнение, что применение решительных мер было единственным способом положить конец войне.
Другим фактором, способствовавшим политике казней, был растущий уровень насилия. За первые два месяца Гражданской войны (июль–август 1922 года) силы, выступавшие за договор, успешно заняли всю территорию, удерживаемую республиканцами, и война, казалось, почти закончилась. Но после того, как в августе-сентябре противники договора перешли к партизанской тактике, потери Национальной армии сторонников договора значительно возросли, и они даже потеряли контроль над частью территории, захваченной в ходе наступления Ирландского свободного государства. Например, город Кенмэр был вновь взят противниками договора 9 сентября и удерживался ими до 6 декабря.

## Юридические основания казней
27 сентября 1922 года, через три месяца после начала войны, Временное правительство, выступавшее за договор, представило в Дойл Эрен резолюцию об армии (чрезвычайных полномочиях). Эта резолюция была предназначена для того, чтобы подвести основу под введение Коллинзом 11 июля 1922 года военного положения, которое официально объявлено не было. Её часто, но ошибочно, называют «Законопроектом об общественной безопасности». Данная резолюция явилась официальным признанием и одобрением парламентом военных полевых судов и трибуналов в армии. Но она не являлась законом,  не имела юридической силы и не должна называться «законодательным актом» или «законом о военном положении». Резолюция об армии официально закрепила поддержку парламентом мер, которые армия уже применяла и и продолжала применять после гибели Коллинза в августе, в частности, позволила казни заключенных в соответствии с действием военного положения, которые Коллинз принял, но не использовал в полной мере. По этой причине «Закон о общественной безопасности», также иногда известный как «Закон о чрезвычайных полномочиях», не зафиксирован в ирландской книге законов. Введенные в историографию после 1969 г., оба «статута» являются изобретением исключительно ирландских историков. По крайней мере два ирландских исследователя в своих недавно опубликованных книгах по истории гражданской войны посвятили главы обсуждению вымышленного «Закона об общественной безопасности», который широко упоминается в академической литературе. Ни одна казнь не была "законной",  все эти казни были оправданы «военной необходимостью» (иначе «военным положением») в целях восстановления общественного порядка. 8 декабря 1922 года  на дебатах в Дойл Эрен после казней четырех лидеров ИРА министр Свободного государства Эрнест Блайт так объяснил неправовой статус Армейской резолюции и всех казней:

"Депутат О'Коннелл говорил о разнице между казнями после процессов военных судов и [репрессивными] казнями сегодня утром. С точки зрения законности, я думаю, что разницы нет. Военные суды не были легализованы Резолюцией Дойл Эрен. Они в своей деятельности зависят от военной необходимости, и казни, проведенные по приговору этих судов, оправданы только по причине военной необходимости. Казни, проведенные сегодня утром, могут быть оправданы только  военной необходимостью. На судебных процессах военно-полевых судов присутствует некоторая формальность [процедура]. Разбирательства в этих военных судах имеют характер предварительных расследований, и их форма не придавала казням никакой законности, которую они могли бы приобрести на [правильно организованных] сформированных судебных процессах. Оправданием казней людей после приговоров военных судов, было то, что ситуация оправдывала это, и что для [последующего] восстановления верховенства закона в этой стране было необходимо, чтобы это было сделано".
В резолюции об армии признавалось, что армия может назначать каторжные работы любой продолжительности, а также смертную казнь за любое правонарушение, включая «пособничество или подстрекательство к нападениям» на государственные силы, хранение оружия и боеприпасов или взрывчатых веществ «без надлежащего разрешения» и «грабеж, уничтожение общественной или частной собственности или поджог». Таким образом армия приобрела власть назначать смертную казнь любому, у кого  будет обнаружено огнестрельное оружие или боеприпасы, хранящиеся без законных на то оснований. 
26 сентября министр обороны генерал Ричард Малкахи внес в Дойл Эрен предложение о внесении поправок в Указ о чрезвычайных полномочиях армии; в нем говорилось:
"(IV.) Нарушение любого общего приказа или постановления, принятого армейскими властями; и назначение такими военными судами или комитетами наказания в виде смертной казни или тюремного заключения на любой срок или штрафа в любой сумме с тюремным заключением или без него любому лицу, признанному виновным любым таким судом или комитетом в любом из вышеупомянутых преступлений;"
Это предложение было изменено и одобрено резолюцией Дойл Эрен после продолжительных дебатов. Члены Республиканской партии, или противники договора, отказались занять свои места в парламенте, а оппозицию этим мерам оказала Лейбористская партия, которая сравнила данные меры с военной диктатурой. 3 октября Свободное государство предложило амнистию всем борцам против договора, которые сдадут оружие и признают правительство. Однако отклика было мало. Уильям Т. Косгрейв, глава Временного правительства, заявил в ответ Дойл Эрен: «Хотя я всегда возражал против смертной казни, я не знаю другого способа, с помощью которого можно восстановить порядок в этой стране, или обеспечить безопасность для наших войск, или придать нашим войскам какое-либо доверие к нам как к правительству».
Окончательная версия, принятая 18 октября 1922 года, гласила:
«(4) Нарушение любого общего приказа или постановления, изданного Военным советом, и назначение такими Военными судами или Комитетами наказания в виде смертной казни или каторжных работ на любой срок или тюремного заключения на любой срок или штрафа в любой сумме с тюремным заключением или без него любому лицу, признанному таким Судом или Комитетом виновным в любом из вышеупомянутых преступлений. При условии, что ни один такой смертный приговор не будет приведен в исполнение без контрассигнации двух членов Военного совета».
Приказ был усилен в январе 1923 г., чтобы разрешить казнь за многие другие категории преступлений, включая невоюющих сторонников республиканцев, переносящих сообщения, помогающих в побегах или использующих армейскую или полицейскую форму; а также дезертирство из Национальной армии.
Правительство Свободного государства приняло Закон о возмещении ущерба в августе 1923 года. Закон о возмещении ущерба запрещал судебные преследования, «совершаемые с целью... подавления мятежа». Более поздний Закон о возмещении ущерба стал причиной принятия парламентом в сентябре 1922 года Резолюции об армии, поскольку в Резолюции указывалось, что Временное правительство «возложило на армию ответственность за установление власти правительства во всех частях страны...». В Резолюции об армии указывалось, что армия, поддерживающая договор, сражается для защиты Временного правительства и третьего состава Палаты представителей, которые были созданы в соответствии с британским законодательством с королевского согласия. Некоторые в армии, выступавшей за договор, считали, и Коллинз поощрял их верить, что они ведут гражданскую войну за достижение новой республики ИРБ под руководством Верховного совета ИРБ. В армейской резолюции четко указывалось, что армия сражается за суверенитет парламента и, следовательно, может быть впоследствии освобождена этим парламентом от ответственности за свои действия во время гражданской войны. В 1923 году были приняты два закона об общественной безопасности.

### Иное социальное давление
Вскоре после принятия армейской резолюции на республиканских бойцов было оказано несколько иное давление.
10 октября Католическая иерахия опубликовала пастырское послание, осуждающее добровольцев ИРА, выступающих против договора, заканчивающееся словами: «Все, кто в нарушение этого учения участвует в таких преступлениях, виновны в тяжких грехах и не могут быть отпущены на исповеди или допущены к Святому Причастию, если они упорствуют в таких злых путях.". По сути, это означало, что Противники Договора будут отлучены от церкви, и в случае гибели не смогут рассчитывать на церковное погребение или на на небесах. Для населения, в своём подавляющем большинстве католическом и очень набожном, это было чрезвычайно мощное социальное давление, примененное в самое подходящее для Временного правительства время.
15 октября директор по связям с общественностью Свободного государства Пиарас Беаслаи отправил в прессу директивы о том, что войска Свободного государства должны именоваться «Национальной армией», «Ирландской армией» или просто «войсками». Сторона противников договора должна была называться «Нерегулярными войсками» и не может быть называна «республиканцами», «ИРА», «силами» или «войсками», а также было запрещено указывать звания их офицеров.
Отныне Свободное государство, вооруженное обновленными военными судами, поддержкой Римско-католической церкви и большей части прессы, было готово относиться к бойцам ИРА как к преступникам, а не как к комбатантам.

## Первые казни и карательные казни
Первые четыре казни произошли через месяц после того, как большинство республиканцев отклонили амнистию, срок действия которой истек в середине октября 1922 года. 17 ноября в Дублине были расстреляны четыре добровольца ИРА, выступавших против договора. За ними последовали ещё трое 19 ноября.
Следующим был казнен Эрскин Чайлдерс, бывший секретарь ирландской делегации на англо-ирландских переговорах. Чайлдерс был известным республиканцем — именно на его лодке "Асгард" было доставлено оружие во время незаконного оборота оружия в Хоуте — он был известным журналистом, писателем и членом англо-ирландской, протестантской семьи землевладельцев Глендалох-хаус в Аннамо в графстве Уиклоу. Его арестовали 10 ноября с карманным пистолетом испанского производства .32-калибра, который ему когда-то передал Коллинз, в руках. Как Чарльз Гаван Даффи описал обстоятельства Дойлу через четыре дня после того, как Чайлдерс был казнён, «Военные власти, по-видимому, установили, что Эрскин Чайлдерс живёт в доме своего детства в Уиклоу; они окружили дом ранним утром; они нашли его там и арестовали, как я понимаю, когда он встал с постели с револьвером». Чайлдерс и восемь других арестованных подали апелляции в гражданский суд. Но Судья О'Коннор, Мастер свитков в Ирландии, приняв во внимание состояние войны, в котором находилась страна, рассмотрел вопрос о существовании Временного правительства в Ирландии и его полномочиях действовать в соответствии с предложением и исполнять девять.
'Временное правительство теперь является, de jure, а также de facto, правящей властью в Ирландии, и его обязанностью является сохранение мира, обеспечение соблюдения закона и подавление, силой, если необходимо, всех попыток его свергнуть.'
24 ноября Чайлдерс был расстрелян. Чайлдерс был главой пропаганды республиканцев, и широко ходили слухи, что семь республиканцев низшего ранга были расстреляны до Чайлдерса, чтобы не выглядело так, будто его специально выбрали для казни.
В ответ на казни 30 ноября Лиам Линч, глава штаба ИРА, выступающей против договора, приказал, чтобы любой член парламента (TD) или сенатор, подписавший или проголосовавший за «законопроект об убийствах» (т. е. резолюцию армии), был расстрелян на месте. Он также приказал убить враждебно настроенных судей и редакторов газет. В тот же день в Дублине были казнены еще трое заключенных-республиканцев.
7 декабря боевики ИРА, выступавшие против договора, застрелили двух TD, Шона Хейлза и Падрайка О'Майлза, в Дублине, когда они направлялись в Дойл Эрен. Хейлз был убит, а О'Майлз тяжело ранен. После чрезвычайного заседания кабинета министров правительство Свободного государства решило одобрить меры, которые решил принять Армейский совет. Правительство не давало указаний Армейскому совету. Соответственно, 8 декабря 1922 года, на следующий день после убийства Хейлза, четыре члена Исполнительного комитета армии ИРА, которые находились в тюрьме с первой недели войны – Рори О'Коннор, Лиам Меллоуз, Ричард Барретт (близкий друг Шона Хейлза) и Джо Маккелви – были казнены в отместку. О'Коннор и Меллоуз были особенно почитаемыми героями Войны за независимость. Это были незаконные казни (см. выше Блайт), проведенные в условиях военного положения. Это был также один из важнейших католических праздников в календаре, Праздник Непорочного Зачатия. По всей стране позже распространялись листовки со стихотворением Падрайга де Бруна" Рори и Лиам и Дик и Джо / (Звезда утра, Мэри, приди!) / Красная кровь их сердец, их души как снег / (Непорочная Мэри, веди их домой!) / Их глаза тверды перед лицом смерти...Позже, 8 декабря, Дойл обсудил казни и проголосовал 39–14 в поддержку акции. Одним из острых аспектов инцидента было то, что О'Коннор и Кевин О'Хиггинс раньше были близкими друзьями, и О'Коннор был шафером на свадьбе О'Хиггинса всего за несколько месяцев до этого. Историк Майкл Хопкинсон сообщает, что Ричард Малкахи настаивал на казни, и что Кевин О'Хиггинс был последним членом кабинета министров, давшим свое согласие. В последнее время казни были названы «неконституционными» партией Фине Гэл, политическими преемниками правительства Свободного штата 1922 года. Все казни во время гражданской войны были «неконституционными», поскольку они проводились в соответствии с неуставным военным положением.
Республиканцы сжигали дома депутатов Дойл Эрен в отместку за казни своих сторонников. 10 декабря дом TD Шона МакГарри был сожжен, в результате чего погиб его семилетний сын, о котором нападавшие не знали, что он находится внутри. Дома сенаторов были среди 199 домов, сожженных или разрушенных ИРА во время войны. В феврале 1923, пожилой отец Кевина О'Хиггинса был убит республиканцами в семейном доме в Стрэдбалли при попытке вырвать пистолет у лидера группы, стремиввшейся выселить из дома его и его семью. Дом президента Исполнительного совета У. Т. Косгрейва был сожжен. Его дядя был убит во время вооруженного налета на его магазин, который, возможно, не был политическим.

## Официальные казни
В целом, армейский совет, выступавший за договор, официально санкционировал казнь 81 заключенного, нарушившего договор, во время войны. Республиканский историк Дороти Макардл популяризировала в сознании республиканцев число казней в 77 человек, но она, по-видимому, не учитывала казненных за такие действия, как вооруженное ограбление. Большинство казненных без суда и следствия были осуждены военным трибуналом в военном суде и должны были быть признаны виновными просто в ношении оружия против государства.
30 ноября 1922 года в казармах Беггарс-Буш состоялись новые казни. Среди них был Джон (Джек) Лео Мерфи из 56 Belview Buildings, Дублин, он был членом "A" Coy, 3rd Batt, Sth Dublin Brigade, IRA. Ему было 19 лет.
После первого раунда казней расстрельные команды снова начали действовать всерьез в конце декабря 1922 года. 19 декабря семь бойцов IRA из Килдэра были расстреляны в Куррахском лагере в графстве Килдэр, а десять дней спустя ещё двое были расстреляны в Килкенни. Большинство казненных были заключенными, содержавшимися в тюрьмах Килмэнхэм и Маунтджой в Дублине, но с января 1923 года Кевин О'Хиггинс утверждал, что казни должны проводиться в каждом графстве, чтобы максимизировать их воздействие. Соответственно, в том месяце 34 заключенных были расстреляны в таких местах, как Дандолк, Роскрей, Карлоу, Бирр и Порт-Лиише, Лимерик, Трали, Роскрей и Атлон. С 8 по 18 февраля Свободное государство приостановило казни и предложило ещё одну амнистию в надежде, что борцы против Договора сдадутся. Однако война затянулась еще на два месяца и стала свидетелем по меньшей мере 20 официальных казней, среди них шесть человек, казненных 11 апреля в военных казармах в Туаме, признанных виновными в незаконном хранении оружия 21 февраля. В Туаме на месте старых военных казарм установлена памятная доска.
Несколько лидеров-республиканцев едва избежали казни. Эрни О'Мэлли, взятый в плен 4 ноября 1922 г., не был казнен, поскольку был слишком тяжело ранен, когда попал в плен, чтобы предстать перед военным трибуналом, и, возможно, потому, что Свободное государство не решалось казнить бесспорного героя недавней борьбы с британцами. Лиам Дизи, захваченный в плен в январе 1923 года, избежал казни, подписав документ о капитуляции, призывающий силы противников договора сложить оружие. Большинство казненных были рядовыми добровольцами ИРА, и, по-видимому, это было политикой Армейского совета.
Исполнительный комитет ИРА противников договора объявил о прекращении огня 30 апреля 1923 года, приказав добровольцам «сложить оружие», положив конец войне 24 мая. Тем не менее, казни заключенных-республиканцев продолжались некоторое время. Четырех мужчин ИРА казнили в мае после приказа о прекращении огня, а последние две казни состоялись 20 ноября, через несколько месяцев после окончания боевых действий. Только в ноябре 1924 года всеобщая амнистия была предложена ИРА противников договора за любые действия, совершенные в гражданской войне.

## Несанкционированные расстрелы арестованных и пленных
В дополнение к официальным казням, войска, поддерживающие договор, совершили множество неофициальных убийств пленных добровольцев, выступавших против договора. С самого начала войны, с конца августа 1922 года (совпадающего со смертью Коллинза), было много случаев, когда войска, поддерживающие договор, убивали пленных. Некоторые из этих убийств, по-видимому, были местью за смерть Коллинза.
В Дублине несколько человек были убиты новой разведывательной службой, Управлением уголовных расследований (CID), которую возглавлял Джозеф Макграт и которая располагалась в "Ориэль-хаусе" в центре Дублина. Этот отдел был отделен от Гражданской гвардии, позже Гарда Шихана, обычной невооруженной ирландской полиции и армейской военной разведки. Хотя многие сотрудники CID были старшими армейскими офицерами, тесно связанными с Коллинзом. К 9 сентября в отчете британской разведки говорилось, что «Oriel House» уже убил «несколько республиканцев» в Дублине. Джозеф Бергин, военный полицейский из лагеря Карраг, который, как считалось, передавал информацию республиканским заключенным, был убит армейским спецотделом (военная разведка GHQ) в декабре 1923 года. Капитан Мюррей был осужден за убийство Бергина в 1925 году и приговорен к смертной казни, позже замененной пожизненным заключением. Мюррей также был подозреваемым в расследовании убийства Ноэля Лемасса в конце 1923 года. В ряде случаев мужчины и мальчики из ИРА, выступавшие против договора, были похищены сторонниками договора, убиты, а их тела выброшены в общественных местах. Республиканские источники подробно описывают не менее 25 таких случаев в районе Дублина. Также были обвинения в жестоком обращении с заключенными во время допросов в CID. Например, республиканцу Тому Дерригу выбили глаз, когда он находился под стражей.
Графство Керри, где партизанская кампания была самой интенсивной, она пережила многие из самых жестоких эпизодов Гражданской войны. 27 августа 1922 года, в первом подобном инциденте такого рода, двое борцов против договора были застрелены после того, как сдались в Трали. Один из них, Джеймс Хили, был оставлен умирать, но выжил, чтобы рассказать об инциденте. Республиканцы также убивали пленных. После успешного нападения на Кенмэр 9 сентября, противники договора ИРА застрелили офицера Национальной армии Тома «Скартина» О'Коннора в его доме на Мейн-стрит. После этого в Керри произошел постоянный поток подобных инцидентов, кульминацией которых стала серия громких зверств в «месяце убийств» в марте 1923 года.
Также в сентябре отряд из девяти борцов против Договора был уничтожен около Слайго войсками Свободного государства. Позже выяснилось, что четверо из них (включая Брайана Макнейла, сына Оуэна Макнейла) были застрелены с близкого расстояния в лоб, что указывает на то, что они были застрелены после сдачи.

### Бойня в Баллисиди и её последствия
В марте 1923 года в Керри произошел ряд печально известных инцидентов, в ходе которых 23 пленных республиканца были убиты на месте (и ещё пятеро казнены без суда и следствия) всего за четыре недели.
Пять солдат Свободного государства были убиты врезультате взрыва мины-ловушки, а еще один получил серьезные ранения 6 марта 1923 года во время обыска землянки республиканцев в деревне Нокнагашел в  графство Керри. Трое из убитых были уроженцами графства, а двое других были членами Дублинской гвардии. Это стало крупнейшей потерей сил Свободного государства в ходе одного события со времен Битвы за Дублин в начале гражданской войны в июне 1922 года. На следующий день местный командующий сил Свободного государства в Керри санкционировал использование республиканских заключенных для «расчистки заминированных дорог». Командующий дивизией Керри генерал-майор Ирландской Армии Свободного Государства Пэдди Дейли оправдал эту меру как «единственную альтернативу, оставшуюся нам для предотвращения тотальной гибели наших людей».
В ту ночь с 6 на 7 марта, девять заключенных-республиканцев, которых ранее пытали, ломая кости молотками, были доставлены из Баллималленских казарм в Трали на перекресток в Баллисиди и привязаны к наземной мине, которую затем взорвали, после чего выжившие были расстреляны из пулемёта. Одного из заключенных, Стивена Фуллера, взрывная волна отбросила в укромное и безопасное место. Его нашли и отнесли в соседний дом Майкла и Ханны Карранов. Чета Карранов заботилась о нем, и он выжил, несмотря на тяжелые ранения  - позже  Фуллер стал членом Дойл Эрен (палаты представителей) от партии "Фианна Файл".  Военные Свободного государства, не зная о спаесении и побеге Фуллера,  подготовили девять гробов в соседнем Трали, и Дублинская гвардия обнародовала девять имен в прессе. Лживое сообщение поспешно изменили, как только власти осознали свою ошибку. Когда тела привезли обратно в Трали, произошёл бунт, и разъяренные родственники убитых заключенных разбили гробы в попытке опознать своих мертвецов.
За этим последовала серия подобных инцидентов с минами в течение 24 часов после убийств в Баллисиди. Пять заключенных-республиканцев подорвались на другой мине у моста Каунтесс около Килларни и четверо таким же образом у Бахагха около Кэрсивина. Другой заключенный-республиканец, Шеймус Тейлор, был доставлен в лес Баллисиди войсками Национальной армии и застрелен.
28 марта пятеро бойцов ИРА, захваченных в ходе атаки на Кэрсивин 5 марта, были официально казнены в Трали. Еще один, захваченный в тот же день, был расстрелян без суда и следствия. Тридцать два борца против Договора погибли в Керри в марте 1923 года, из которых только пятеро были убиты в бою. Офицер Свободного государства лейтенант Найл Харрингтон предположил, что карательные убийства республиканских заключенных продолжались в Керри до конца войны. Харрингтон сделал успешную и уважаемую карьеру в ирландских вооруженных силах, выйдя в отставку в звании подполковника в январе 1959 года, после семи лет работы заместителем директора G2 (разведывательного) отделения GHQ, предшественника Управления военной разведки Ирландских сил обороны.
Дублинская гвардия Национальной армии и, в частности, ее командир, генерал-майор Пэдди Дейли, были широко признаны ответственными за эти убийства. Они утверждали, что заключенные были убиты во время расчистки дорог от мин, установленных республиканцами. Когда его допросили в Дойл Эрен лидер Лейбористской партии Томас Джонсон, Ричард Малкахи, главнокомандующий Национальной армии поддержал историю Дейли. Военный следственный суд, проведенный в апреле 1923 года под председательством самого главного подозреваемого Дейли, снял с войск Свободного государства обвинение в убийстве своих заключенных. Харрингтон поделился своими опасениями с Кевином О'Хиггинсом, другом семьи. О'Хиггинс, в свою очередь, поговорил с Малкахи, который не предпринял никаких действий в соответствии с полученной информацией. Джонсон спросил О'Хиггинса в Дойл Эрен о возможном расследовании, и последний сказал, что это не невозможно, намекнув, что это может быть нежелательно. 
С тех пор выяснилось, что заключенных избили, привязали к взрывчатке, а затем убили. Перед тем как покинуть Баллималленские казармы в Трали, офицеры Свободного штата отвели некоторых из девяти заключенных-республиканцев в комнату и показали им гробы, которые были приготовлены для них, по словам автора, историка и исследователя Оуэна О'Ши, в подкасте Irish Times, опубликованном в ознаменование 100-й годовщины бойни 6 марта 2023 года. Заключенных связали вокруг мины, прежде чем она была взорвана. Сила взрыва была такова, что многие тела жертв были расчленены. Дороти Макардл в своей книге 1924 года «Трагедии Керри» цитировала как свидетельства очевидцев, так и сообщения местных газет об ужасающей сцене резни после того, как она произошла. Свидетели утверждали, что в течение нескольких недель после резни можно было видеть птиц, поедающих куски человеческой плоти на деревьях вокруг места.
Оуэн О'Ши заявил, что жестокость и садистская «жажда мести» Пэдди Дейли были настолько сильны, что после резни с останками убитых солдаты Свободного государства обращались ужасно. Не было предпринято никаких мер для того, чтобы останки разных жертв не были помещены в один гроб, или чтобы семьи получили правильные останки. Когда семьи погибших 8 марта пришли к главным воротам казарм Баллимуллен, чтобы забрать останки своих родственников, Дейли приказал подразделению армейского оркестра Свободного государства, базировавшемуся в казармах, разместиться у ворот и играть «радостную джазовую музыку» в качестве издевательства над семьями.

### Убийства в Кэрсивине
Заключенные-республиканцы также содержались в старом работном доме Союза Irish Poor Law в таунленде Бахагс на юге графства Керри около Кэрсивина. В понедельник, 12 марта 1923 года, пятеро заключенных-республиканцев были выведены из работного дома членами «визитного комитета» и убиты миной таким же образом, как и в Баллисиди и Каунтесс-Бридж на предыдущей неделе. Сообщается, что этим заключенным выстрелили в ноги, прежде чем взорвать их, чтобы предотвратить побег. Лейтенант Харрингтон и его коллега из Свободного штата лейтенант У. Маккарти (который ушел в отставку из-за инцидентов) позже заявили, что взрывчатка была не только приведена в действие войсками Свободного штата, но и изготовлена войсками Свободного штата в Баллималлене в Трали и заложена там с этой целью. Лейтенант Маккарти заявил: «Не было никакой попытки побега, поскольку заключенных сначала расстреляли, а затем посадили на мину и взорвали. Это была мина Свободного штата, сделанная ими самими». 
Документы, опубликованные ирландским Департаментом юстиции, равенства и правовой реформы через Национальный архив в 2008 году, показывают, что Кабинет министров Свободного штата знал, что версия событий, изложенная армией, не соответствует действительности. Расследование пришло к выводу, что заключенные были убиты группой солдат Национальной армии из Дублина, известной как «визитный комитет», и что заключенные в Кэрсивине были избиты и расстреляны, прежде чем их взорвали.

Записи показывают, что жертвами убийств в Бахагсе были Майкл Кортни-младший, Юджин Дуайер, Дэниел Ши, Джон Сагрю и Уильям Риордан. Все они из района Уотервилл и были членами подразделения в бригаде Керри № 3 ИРА. Морис Риордан, отец Уильяма Риордана (которому на момент убийства было всего 18 лет), подал заявление в Комитет по компенсациям (за телесные повреждения), созданный для рассмотрения исков, вытекающих из Войны за независимость и ее последствий, с просьбой о компенсации за смерть этого сына. Несколько семей других убитых мужчин также подали заявления. В результате полиция Garda Síochána (тогда называвшаяся Гражданской гвардией) провела расследование убийств Бахага и пришла к выводу, что доказательства подтверждают вывод о том, что мужчины были незаконно застрелены и преднамеренно убиты с помощью мины, и что версия событий Национальной армии была прикрытием. Записи показывают, что 10 декабря 1923 года заместитель комиссара полиции Garda Сиохана, Имонн Куган (отец журналиста и историка Тима Пэта Кугана), включил письмо в отчет Гарды об убийствах в Кэрсивине, направленное секретарю Министерства юстиции (тогда называвшегося Министерством юстиции). В этом письме заместитель комиссара Куган заявляет, что он был - 
"уполномочен комиссаром [Эойном О'Даффи] сообщить вам, что изложенные факты являются правдой и заключаются в следующем:" [...] Уильям Риордан был "нерегулярным и одним из колонны, захваченной с оружием". Он был временно заключен в работный дом Кэрсивин, его забрали оттуда и "убили" вместе с четырьмя другими заключенными. Орган, известный как Комитет посещений под руководством коммандера Делани, прибыл в Кэрсивин "для проведения инспекции", во главе с лейтенантом П. Каванахом в качестве заместителя командира. «Ранним утром 12 марта Каванаг забрал пятерых заключенных (среди которых был Риордан) у охранника работного дома, сказав: «Хотите покататься?» Охранник, полагая, что заключенных переводят в Трали, передал их. Выяснилось, что пятеро заключенных впоследствии были расстреляны, а их тела подорвались на мине в Бахагсе, Кахирсивин. Доказательства этих фактов можно получить. «Заявитель по иску, который является отцом Уильяма Риордана, находится в бедственном положении».

### Убийства в Уэксфорде и Донеголе
Два других эпизода убийства из мести произошли в других частях страны в том же месяце. 13 марта трое бойцов-республиканцев были казнены в судебном порядке в Уэксфорде на юго-востоке. В отместку трое солдат Национальной армии были схвачены и убиты.
14 марта в замке Драмбо в графстве Донегол на северо-западе Ирландии были арестованы четверо бойцов ИРА, выступавших против договора, Чарли Дейли (26), Шон Ларкин (26), Дэниел Энрайт (23) и Тимоти О'Салливан (23), которые были схвачены и содержались в замке с января. расстрелян в отместку за смерть солдата Национальной армии в засаде.

### Реакция властей Ирландского Свободного государства
Несмотря на поддержку Департамента юстиции в выплате компенсации семье Уильяма Риордана, убитого в Кэрсивине, в апреле 1924 года Кабинет Свободного штата под руководством У. Т. Косгрейва отклонил это требование, а требования семей других заключенных-республиканцев были казнены. Это, по сути, положило конец любым дальнейшим официальным расследованиям убийств.
Что именно побудило эту вспышку мстительных убийств в графстве Керри в марте 1923 года, неясно, но события, которые последовали в графстве, оказались самыми кровавыми, садистскими и мстительными за всю гражданскую войну. Всего 68 солдат Свободного штата были убиты и 157 ранены в Керри к марту 1923 года. Всего 85 человек погибли в Керри до окончания войны в мае 1923 года. Почему смерти в Нокнагашеле вызвали такую жестокую реакцию, остается открытым вопросом.
Но историк Оуэн О'Ши заявил, что «неистовая ненависть и почти психопатический подход» некоторых командиров Свободного государства, таких как командующий силами Свободного государства в Керри, генерал-майор Пэдди Дейли, сыграли свою роль в создании вседозволенности, в которой такие акты жестокости и внесудебные убийства могли происходить безнаказанно. Такое отношение усугублялось защитой, предоставляемой высшим командованием армии и правительством Свободного государства, вплоть до министра обороны и начальника штаба армии, генерала Ричард Мулкахи, который публично заявлял, что силы Свободного государства под его командованием никогда не будут способны совершить такие зверства.
Спустя месяц после резни в Баллисиди, 7 апреля 1923 года в Трали состоялся следственный суд Армии Свободного государства. Его возглавил генерал-майор Пэдди Дейли, в состав суда вошли генерал-майор Имон Прайс, главный штаб, казармы Портобелло, Дублин, и полковник Дж. МакГиннесс, командование Керри, «с целью расследования обстоятельств смерти восьми заключенных на мосту Баллисиди, недалеко от Трали, утром 8 марта 1923 года». Неудивительно, что расследование сняло все обвинения со всех офицеров и солдат Свободного государства и возложило вину за гибель людей на действия республиканцев, выступавших против договора, которые заложили мину. Генерал Малкахи даже зашел так далеко, что зачитал результаты расследования, теперь дискредитированного как прикрытие, в протоколе Дойл Эрена. Давая показания следственному капитану Джеймсу Кларку, командование Керри, назвал полковника Дэвида Нелигана офицером, который отбирал убитых заключенных. Во время резни Нелиган был директором разведки в командовании Керри.

## Конец войны
По словам историка Тома Махона, Ирландская гражданская война «фактически закончилась» 10 апреля 1923 года, когда Армия свободного государства смертельно ранила начальника штаба ИРА Лиама Линча во время стычки в графстве Типперэри. Двадцать дней спустя преемник Линча, Фрэнк Эйкен, отдал приказ «сложить оружие».
Даже после окончания войны солдаты Национальной армии убивали противников Договора. Например, Ноэль Лемасс, капитан противников Договора ИРА, был похищен в Дублине и казнен без суда и следствия в июле 1923 года, через два месяца после окончания войны. Его тело, вероятно, сначала сбросили в реку Лиффи в поместье Килбрайд, а затем перевезли в Киллаки в Дублинских горах, недалеко от Гленкри, где оно было найдено в октябре 1923 года. Место, где было найдено его тело, отмечено мемориалом, установленным его братом Шоном Лемассом - будущим премьер-министром Ирландии. Нет окончательных цифр по числу неофициальных казней захваченных борцов против договора, но республиканский офицер Тодд Эндрюс назвал цифру «несанкционированных убийств» в 153.
В августе 1923 года У. Т. Косгрейв заявил, что все такие незаконные убийства будут расследованы: «Был один вопрос, на который я хотел бы сослаться — во-первых, дело г-на Ноэля Лемасса, а во-вторых, дело г-на МакЭнти, который, по-видимому, был убит в течение последних нескольких дней. Я должен сказать, что мы без колебаний осуждаем эти акты и хотим призвать все слои государства помнить, что существуют средства, предусмотренные для рассмотрения любых таких случаев, и долг министерства — приложить все усилия, чтобы привлечь к ответственности лиц, нарушающих закон; что, обеспечивая здесь жизнь и имущество, мы должны обеспечить их не для одного слоя больше чем другой; и что жизнь и имущество тех, кто отличается от нас политически или кто может принять крайние меры, будут рассматриваться в соответствии с законом и только в соответствии с законом. Эти действия не получили от нас никакой санкции, прямой или косвенной, или каким-либо образом, и мы выполним свой долг перед каждым гражданином, независимо от того, к какой секции он принадлежит."
Помимо убийств, до 5000 республиканских заключенных и интернированных начали голодовку в сентябре-ноябре 1923 г., в результате чего погибло 7 человек.

## Последствия
Утверждалось, что политика казней правительства Свободного государства помогла положить конец Гражданской войне. После казней в отместку за убийство Шона Хейлза не было дальнейших попыток убийства членов парламента. С другой стороны, не было и предыдущих попыток убийства депутатов парламента, а поджоги домов сенаторов и депутатов парламента продолжались после казней. Еще один продолжающийся спор заключается в том, считали ли лидеры противников договора, что продолжение войны будет означать подвергание их заключенных дальнейшим казням. Это могло стать фактором, побудившим Фрэнка Эйкена прекратить военную кампанию против договора в апреле 1923 года.
Нет сомнений, что казни и убийства Гражданской войны оставили ядовитое наследие горечи. Официальные казни 77-81 заключенных, выступавших против Договора, в Свободном государстве во время Гражданской войны вспоминались членами Фианна Файл (политической партии, которая возникла из противников Договора в 1926 году) с горечью в течение десятилетия после этого. В Ирландской республиканской традиции казненные в Гражданской войне члены ИРА стали мучениками и были воспеты в песнях и стихах. (Например, баллада «Take It Down From The Mast» ("Снимите его с мачты"), написанная в 1923 году Джеймсом Райаном и позже популяризированная Домиником Беханом).
В результате казней в Гражданской войне многие республиканцы никогда не признали Свободное государство как законное ирландское правительство, а скорее считали его репрессивным правительством, навязанным Британией. Это отношение частично смягчилось после 1932 года, когда Fianna Fáil, партия, представлявшая значительную часть республиканского электората, мирно вошла в правительство. По иронии судьбы, в 1939 году сам Де Валера принял Закон о преступлениях против государства и Закон о чрезвычайных полномочиях 1939, в соответствии с которыми еще 5 республиканцев были казнены через повешение.
Кевин О'Хиггинс, человек, которого республиканцы считали наиболее непосредственно ответственным за принятие Закона об общественной безопасности, с его санкционированием казней, сам пал жертвой убийства от рук ИРА в 1927 году, став одной из последних жертв насилия эпохи Гражданской войны в Ирландии. Ричард Мулкахи  в 1948 году стал лидером партии Фине Гэл, но так и не смог стать премьер-министром из-за своей роли в Гражданской войне.

## Список официально казнённых
| Дата            | Имя                      | В-cт | Место                         | Графство  | Примечания |
| --------------- | ------------------------ | ---- | ----------------------------- | --------- | --- |
| 17 ноября 1922  | Джеймс Фишер             | 18   | Тюрьма Килмэнхем              | Дублин    | Все члены Дублинской бригады ИРА из Те-Либертис, все четверо были казнены за хранение револьверов. |
| 17 ноября 1922  | Питер Кэссиди            | 21   | Тюрьма Килмэнхем              | Дублин    | Все члены Дублинской бригады ИРА из Те-Либертис, все четверо были казнены за хранение револьверов. |
| 17 ноября 1922  | Ричард Тухиг             | 19   | Тюрьма Килмэнхем              | Дублин    | Все члены Дублинской бригады ИРА из Те-Либертис, все четверо были казнены за хранение револьверов. |
| 17 ноября 1922  | Джон Гаффни              | 19   | Тюрьма Килмэнхем              | Дублин    | Все члены Дублинской бригады ИРА из Те-Либертис, все четверо были казнены за хранение револьверов. |
| 24 ноября 1922  | Эрскин Чайлдерс          | 52   | Казармы Беггарс Буша          | Дублин    | За хранение револьвера |
| 30 ноября 1922  | Джозеф Спунер            |      | Казармы Беггарс Буша          | Дублин    | Арестованы на Эрн-стрит 30 октября 1922 года войсками Национальной армии после попытки взорвать Ориэл-хаус, штаб-квартиру разведки Свободного государства. |
| 30 ноября 1922  | Патрик Фаррелли          |      | Казармы Беггарс Буша          | Дублин    | Арестованы на Эрн-стрит 30 октября 1922 года войсками Национальной армии после попытки взорвать Ориэл-хаус, штаб-квартиру разведки Свободного государства. |
| 30 ноября 1922  | Джон Мерфи               | 19   | Казармы Беггарс Буша          | Дублин    | Арестованы на Эрн-стрит 30 октября 1922 года войсками Национальной армии после попытки взорвать Ориэл-хаус, штаб-квартиру разведки Свободного государства. |
| 8 декабря 1922  | Рори О'Коннор            | 39   | Тюрьма Маунтджой              | Дублин    | Казнь четырех высокопоставленных членов ИРА в качестве возмездия за расстрел Шона Хейлза. Все четверо были казнены во внесудебном порядке (без суда или военного трибунала). |
| 8 декабря 1922  | Лиам Меллоуз             | 30   | Тюрьма Маунтджой              | Дублин    | Казнь четырех высокопоставленных членов ИРА в качестве возмездия за расстрел Шона Хейлза. Все четверо были казнены во внесудебном порядке (без суда или военного трибунала). |
| 8 декабря 1922  | Джо Маккелви             | 24   | Тюрьма Маунтджой              | Дублин    | Казнь четырех высокопоставленных членов ИРА в качестве возмездия за расстрел Шона Хейлза. Все четверо были казнены во внесудебном порядке (без суда или военного трибунала). |
| 8 декабря 1922  | Ричард Барретт           | 32   | Тюрьма Маунтджой              | Дублин    | Казнь четырех высокопоставленных членов ИРА в качестве возмездия за расстрел Шона Хейлза. Все четверо были казнены во внесудебном порядке (без суда или военного трибунала). |
| 19 декабря 1922 | Стивен Уайт              | 19   | Куррахский лагерь             | Килдэр    | Семеро из восьми членов ИРА, арестованных в Мурсбридже 13 декабря 1922 года, имели при себе десять винтовок, боеприпасы и взрывчатые вещества (восьмой, Том Бехан, был убит при аресте.) |
| 19 декабря 1922 | Джозеф Джонстон          | 20   | Куррахский лагерь             | Килдэр    | Семеро из восьми членов ИРА, арестованных в Мурсбридже 13 декабря 1922 года, имели при себе десять винтовок, боеприпасы и взрывчатые вещества (восьмой, Том Бехан, был убит при аресте.) |
| 19 декабря 1922 | Патрик Манган            | 22   | Куррахский лагерь             | Килдэр    | Семеро из восьми членов ИРА, арестованных в Мурсбридже 13 декабря 1922 года, имели при себе десять винтовок, боеприпасы и взрывчатые вещества (восьмой, Том Бехан, был убит при аресте.) |
| 19 декабря 1922 | Патрик Нолан             | 20   | Куррахский лагерь             | Килдэр    | Семеро из восьми членов ИРА, арестованных в Мурсбридже 13 декабря 1922 года, имели при себе десять винтовок, боеприпасы и взрывчатые вещества (восьмой, Том Бехан, был убит при аресте.) |
| 19 декабря 1922 | Брайан Мур               | 28   | Куррахский лагерь             | Килдэр    | Семеро из восьми членов ИРА, арестованных в Мурсбридже 13 декабря 1922 года, имели при себе десять винтовок, боеприпасы и взрывчатые вещества (восьмой, Том Бехан, был убит при аресте.) |
| 19 декабря 1922 | Джеймс О'Коннор          | 19   | Куррахский лагерь             | Килдэр    | Семеро из восьми членов ИРА, арестованных в Мурсбридже 13 декабря 1922 года, имели при себе десять винтовок, боеприпасы и взрывчатые вещества (восьмой, Том Бехан, был убит при аресте.) |
| 19 декабря 1922 | Патрик Бэгнелл           | 19   | Куррахский лагерь             | Килдэр    | Семеро из восьми членов ИРА, арестованных в Мурсбридже 13 декабря 1922 года, имели при себе десять винтовок, боеприпасы и взрывчатые вещества (восьмой, Том Бехан, был убит при аресте.) |
| 29 декабря 1922 | Джон Фелан               |      | Казармы в Килкенни            | Килкенни  | Фелан и Мерфи провели рейд на Дом Шистаунов, англо-ирландское поместье недалеко от Килкенни, и изъяли товары на сумму 189 фунтов стерлингов для финансирования борьбы с англо-ирландским договором. Они были арестованы 13 декабря 1922 года в Беннетсбридже. |
| 29 декабря 1922 | Джон Мерфи               |      | Казармы в Килкенни            | Килкенни  | Фелан и Мерфи провели рейд на Дом Шистаунов, англо-ирландское поместье недалеко от Килкенни, и изъяли товары на сумму 189 фунтов стерлингов для финансирования борьбы с англо-ирландским договором. Они были арестованы 13 декабря 1922 года в Беннетсбридже. |
| 8 января 1923   | Лео Доулинг              | 21   | Казармы Портобелло            | Дублин    | Солдаты Национальной армии; осуждены военным трибуналом за помощь ИРА. |
| 8 января 1923   | Сильвестр Хиней          | 19   | Казармы Портобелло            | Дублин    | Солдаты Национальной армии; осуждены военным трибуналом за помощь ИРА. |
| 8 января 1923   | Лоуренс Шихи             | 20   | Казармы Портобелло            | Дублин    | Солдаты Национальной армии; осуждены военным трибуналом за помощь ИРА. |
| 8 января 1923   | Энтони О'Рейли           | 22   | Казармы Портобелло            | Дублин    | Солдаты Национальной армии; осуждены военным трибуналом за помощь ИРА. |
| 8 января 1923   | Теренс Брэди             | 20   | Казармы Портобелло            | Дублин    | Солдаты Национальной армии; осуждены военным трибуналом за помощь ИРА. |
| 13 января 1923  | Томас МакКеон            |      | Тюрьма Дандолк                | Лаут      | Двое мужчин из графства Арма, арестованных в Хэкболскроссе за хранение револьверов и боеприпасов 9 января 1923 года. |
| 13 января 1923  | Джон МакНалти            |      | Тюрьма Дандолк                | Лаут      | Двое мужчин из графства Арма, арестованных в Хэкболскроссе за хранение револьверов и боеприпасов 9 января 1923 года. |
| 13 января 1923  | Томас Мюррей             |      | Тюрьма Дандолк                | Лаут      | Арестован в Пиедмонте, Лордшип, Дандолк и обвинен в хранении револьвера и 100 патронов; его семья утверждала, что у него был только сломанный револьвер и шесть патронов. |
| 15 января 1923  | Фред Берк                | 28   | Казармы в замке Роскрей       | Типперэри | Арестованы в Боррисоли 23 декабря 1923 года за хранение револьверов; все были местными жителями, за исключением Макнамары, который был из Киллало. Их останки не были переданы их семьям до 1924 года. |
| 15 января 1923  | Патрик Рассел            | 26   | Казармы в замке Роскрей       | Типперэри | Арестованы в Боррисоли 23 декабря 1923 года за хранение револьверов; все были местными жителями, за исключением Макнамары, который был из Киллало. Их останки не были переданы их семьям до 1924 года. |
| 15 января 1923  | Мартин О'Ши              | 22   | Казармы в замке Роскрей       | Типперэри | Арестованы в Боррисоли 23 декабря 1923 года за хранение револьверов; все были местными жителями, за исключением Макнамары, который был из Киллало. Их останки не были переданы их семьям до 1924 года. |
| 15 января 1923  | Патрик Макнамара         | 22   | Казармы в замке Роскрей       | Типперэри | Арестованы в Боррисоли 23 декабря 1923 года за хранение револьверов; все были местными жителями, за исключением Макнамары, который был из Киллало. Их останки не были переданы их семьям до 1924 года. |
| 15 января 1923  | Джеймс Лиллис            | 22   | Казармы Карлоу                | Карлоу    | Уроженец города Карлоу; Лиллис подозревался в участии в засаде Грэйни (24 октября 1922 г.), в результате которой погибли два члена Национальной армии. Позже Лиллис был найден с винтовкой и боеприпасами в Боррисе в графстве Карлоу. |
| 20 января 1923  | Джеймс Дейли             | 23   | Казармы Трали                 | Керри     | Все они признаны виновными в хранении оружия и боеприпасов. |
| 20 января 1923  | Джон Клиффорд            | 22   | Казармы Трали                 | Керри     | Все они признаны виновными в хранении оружия и боеприпасов. |
| 20 января 1923  | Майкл Броснан            | 28   | Казармы Трали                 | Керри     | Все они признаны виновными в хранении оружия и боеприпасов. |
| 20 января 1923  | Джеймс Хэнлон            | 25   | Казармы Трали                 | Керри     | Все они признаны виновными в хранении оружия и боеприпасов. |
| 20 января 1923  | Корнелиус (Кон) Макмахон | 28   | Лимерикская тюрьма            | Лимерик   | Осужден на основании сомнительных доказательств за повреждение железнодорожной станции в Ард Солусе. |
| 20 января 1923  | Патрик Хеннесси          | 29   | Лимерикская тюрьма            | Лимерик   | Осужден на основании сомнительных доказательств за повреждение железнодорожной станции в Ард Солусе. |
| 20 января 1923  | Томас Хьюз               |      | Костюмские казармы            | Уэстмит   | Казнены за хранение оружия и боеприпасов. |
| 20 января 1923  | Майкл Уолш               |      | Костюмские казармы            | Уэстмит   | Казнены за хранение оружия и боеприпасов. |
| 20 января 1923  | Герберт Коллинз          |      | Костюмские казармы            | Уэстмит   | Казнены за хранение оружия и боеприпасов. |
| 20 января 1923  | Стивен Джойс             |      | Костюмские казармы            | Уэстмит   | Казнены за хранение оружия и боеприпасов. |
| 20 января 1923  | Мартин Бурк              |      | Костюмские казармы            | Уэстмит   | Казнены за хранение оружия и боеприпасов. |
| 22 января 1923  | Джеймс Мелиа             | 20   | Дандолкские военные казармы   | Лаут      | Хранение оружия и боеприпасов без надлежащего разрешения в Даудолсхилле 7 января 1923 года. |
| 22 января 1923  | Томас Леннон             | 19   | Дандолкские военные казармы   | Лаут      | Хранение оружия и боеприпасов без надлежащего разрешения в Даудолсхилле 7 января 1923 года. |
| 22 января 1923  | Джозеф Фергюсон          | 27   | Дандолкские военные казармы   | Лаут      | Хранение оружия и боеприпасов без надлежащего разрешения в Даудолсхилле 7 января 1923 года. |
| 25 января 1923  | Майкл Фицджеральд        |      | Казармы пехоты в Уотерфорде   | Уотерфорд | Члены бригады № 1 Корка. 3 декабря 1923 года они встретились в «безопасном доме» в Клашморе. Предположительно преданные информатором, они были схвачены солдатами Свободного государства на следующее утро на близлежащей реке. Их тела не были доставлены в католическую церковь, так как в соответствии с каноническим правом их гибель была равносильна самоубийству. |
| 25 января 1923  | Патрик О'Рейли           |      | Казармы пехоты в Уотерфорде   | Уотерфорд | Члены бригады № 1 Корка. 3 декабря 1923 года они встретились в «безопасном доме» в Клашморе. Предположительно преданные информатором, они были схвачены солдатами Свободного государства на следующее утро на близлежащей реке. Их тела не были доставлены в католическую церковь, так как в соответствии с каноническим правом их гибель была равносильна самоубийству. |
| 26 января 1923  | Патрик Каннингем         | 22   | Замок Бирр                    | Оффали    | Эти трое за некие мелкие проступки были фактически исключены из своего подразделения ИРА. Но они совершили еще несколько вооруженных ограблений с целью наживы и были казнены за эти преступления без суда по правилам военного времени |
| 26 января 1923  | Уильям Конвей            | 20   | Замок Бирр                    | Оффали    | Эти трое за некие мелкие проступки были фактически исключены из своего подразделения ИРА. Но они совершили еще несколько вооруженных ограблений с целью наживы и были казнены за эти преступления без суда по правилам военного времени |
| 26 января 1923  | Колум Келли              | 18   | Замок Бирр                    | Оффали    | Эти трое за некие мелкие проступки были фактически исключены из своего подразделения ИРА. Но они совершили еще несколько вооруженных ограблений с целью наживы и были казнены за эти преступления без суда по правилам военного времени |
| 27 января 1923  | Патрик Джерати           | 27   | Казармы Мэриборо (Порт-Лиише) | Лиишь     | Осуждены 10 ноября 1922 года в Крохане за хранение оружия без надлежащего разрешения. |
| 27 января 1923  | Джозеф Бирн              | 24   | Казармы Мэриборо (Порт-Лиише) | Лиишь     | Осуждены 10 ноября 1922 года в Крохане за хранение оружия без надлежащего разрешения. |
| 26 февраля 1923 | 56. Томас Гибсон         | 23   | Казармы Мэриборо (Порт-Лиише) | Лиишь     | Солдат Национальной армии; судим военным трибуналом за помощь ИРА. |
| 13 марта 1923   | Джеймс О'Рурк            |      | Казармы Беггарс Буша          | Дублин    | Осужден за участие в нападении на силы Свободного государства в отеле Джури в Дублине и хранение револьвера 21 февраля 1923 года |
| 13 марта 1923   | Уильям Хили              |      | Тюрьма графства Корк          | Корк      | Осужден за попытку поджечь дом миссис Пауэлл, сестры Майкла Коллинза, заговор с целью убийства коменданта Национальной армии П. Д. Скотта, заговор с целью повреждения и уничтожения имущества путем поджога, а также пособничество и подстрекательство к нападению на национальные силы.                                                                                |
| 13 марта 1923   | Джеймс Парл              | 24   | Тюрьма Уэксфорда              | Уэксфорд  | Парл участвовал в Войне за независимость и был бойцом летучего отряда Боба Ламберта во время Гражданской войны. Крин также был добровольцем до перемирия |
| 13 марта 1923   | Патрик Хоган             | 22   | Тюрьма Уэксфорда              | Уэксфорд  | Парл участвовал в Войне за независимость и был бойцом летучего отряда Боба Ламберта во время Гражданской войны. Крин также был добровольцем до перемирия |
| 13 марта 1923   | Джон Крин                | 18   | Тюрьма Уэксфорда              | Уэксфорд  | Парл участвовал в Войне за независимость и был бойцом летучего отряда Боба Ламберта во время Гражданской войны. Крин также был добровольцем до перемирия |
| 13 марта 1923   | Люк Берк                 | 20   | Казармы Маллингар             | Уэстмит   | Гражданское лицо, тем не менее был осужден военно-полевым судом и казнен Национальной армией. |
| 13 марта 1923   | Майкл Грили              |      | Казармы Маллингар             | Уэстмит   | Гражданское лицо, тем не менее был осужден военно-полевым судом и казнен Национальной армией. |
| 14 марта 1923   | Джон (Шон) Ларкин        | 26   | Замок Драмбо                  | Донегол   | Известны как «мученики Драмбо», они были признаны виновными в хранении оружия и боеприпасов и расстреляны в ответ за убийство офицера Свободного государства, капитана Бернарда Кэннона |
| 14 марта 1923   | Тимоти О'Салливан        | 24   | Замок Драмбо                  | Донегол   | Известны как «мученики Драмбо», они были признаны виновными в хранении оружия и боеприпасов и расстреляны в ответ за убийство офицера Свободного государства, капитана Бернарда Кэннона |
| 14 марта 1923   | Дэниел Энрайт            | 23   | Замок Драмбо                  | Донегол   | Известны как «мученики Драмбо», они были признаны виновными в хранении оружия и боеприпасов и расстреляны в ответ за убийство офицера Свободного государства, капитана Бернарда Кэннона |
| 14 марта 1923   | Чарли Дейли              | 28   | Замок Драмбо                  | Донегол   | Известны как «мученики Драмбо», они были признаны виновными в хранении оружия и боеприпасов и расстреляны в ответ за убийство офицера Свободного государства, капитана Бернарда Кэннона |
| 11 апреля 1923  | Джеймс (Шеймус) О'Мэлли  | 28   | Военные казармы в Туаме       | Голуэй    | Известны как «мученики Туама», все они были осуждены за хранение винтовок и боеприпасов и схвачены после перестрелки в Клуиде в Коррандулле. |
| 11 апреля 1923  | Фрэнсис (Фрэнк) Куннейн  | 24   | Военные казармы в Туаме       | Голуэй    | Известны как «мученики Туама», все они были осуждены за хранение винтовок и боеприпасов и схвачены после перестрелки в Клуиде в Коррандулле. |
| 11 апреля 1923  | Майкл Монаган            | 30   | Военные казармы в Туаме       | Голуэй    | Известны как «мученики Туама», все они были осуждены за хранение винтовок и боеприпасов и схвачены после перестрелки в Клуиде в Коррандулле. |
| 11 апреля 1923  | Джон Ньюэлл              | 28   | Военные казармы в Туаме       | Голуэй    | Известны как «мученики Туама», все они были осуждены за хранение винтовок и боеприпасов и схвачены после перестрелки в Клуиде в Коррандулле. |
| 11 апреля 1923  | Джон Магуайр             | 30   | Военные казармы в Туаме       | Голуэй    | Известны как «мученики Туама», все они были осуждены за хранение винтовок и боеприпасов и схвачены после перестрелки в Клуиде в Коррандулле. |
| 11 апреля 1923  | Martin Moylan            | 22   | Военные казармы в Туаме       | Голуэй    | Известны как «мученики Туама», все они были осуждены за хранение винтовок и боеприпасов и схвачены после перестрелки в Клуиде в Коррандулле. |
| 25 апреля 1923  | Эдвард Грини             | 25   | Казармы Баллималлен           | Керри     | Арестованы в морской пещере в Козуэе; в ходе столкновения погибли двое солдат Свободного государства. |
| 25 апреля 1923  | Реджинальд Хэтэуэй       | 23   | Казармы Баллималлен           | Керри     | Арестованы в морской пещере в Козуэе; в ходе столкновения погибли двое солдат Свободного государства. |
| 25 апреля 1923  | Джеймс МакЭнери          | 28   | Казармы Баллималлен           | Керри     | Арестованы в морской пещере в Козуэе; в ходе столкновения погибли двое солдат Свободного государства. |
| 26 апреля 1923  | Патрик Махони            | 22   | Казармы в Эннисе              | Клэр      | Хранение частично заряженных револьверов и участие в убийстве рядового Национальной армии Стивена Кэнти. |
| 26 апреля 1923  | Кристофер Куинн          | 19   | Казармы в Эннисе              | Клэр      | Хранение частично заряженных револьверов и участие в убийстве рядового Национальной армии Стивена Кэнти. |
| 26 апреля 1923  | Уильям О'Шонесси         | 18   | Казармы в Эннисе              | Клэр      | Хранение частично заряженных револьверов и участие в убийстве рядового Национальной армии Стивена Кэнти. |
| 30 мая 1923     | Майкл Мерфи              | 26   | Военные казармы в Туаме       | Голуэй    | Гражданское лицо. Осуждён Военным трибуналом и затем казнён Национальной армией. |
| 30 мая 1923     | Джозеф О'Рурк            | 23   | Военные казармы в Туаме       | Голуэй    | Гражданское лицо. Осуждён Военным трибуналом и затем казнён Национальной армией. |

Всего 81 человек.

## В произведениях искусства
В 1985 году Улик О'Коннор написал пьесу под названием «Казнь» о казнях в 1922 году Рори О'Коннора, Лиама Меллоуза, Джо Маккелви и Дика Барретта.
Фильм 2006 года Ветер, который качает вереск достигает кульминации, когда партизана ИРА расстреливает командой его собственного брата, сторонника Свободного государства. Это было вдохновлено историей Шона и Тома Хейлза, которые оба были лидерами, но находились по разные стороны фронта.
В историческом романе Т. С. О'Рурк "Республиканец: История гражданской войны в Ирландии" (The Republican: An Irish Civil War Story) исследуются эмоциональные противоречия и личные проблемы в  ирландском республиканском движении во время гражданской войны. Роман включает и подробности показательных казней, проведенных Свободным государством

## Комментарии
1. ↑  Армейский совет утвердил более всеобъемлющий Приказ, подписанный генералом Мулкахи. Приказ также разрешал обыски полицией и силами безопасности Свободного государства без ордера на обыск.  17 января он обсуждался в Дойл Эрен, как того требует процедура, и после продолжительных дебатов предложение лидера оппозиции Томаса Джонсона из Лейбористской партии об его отмене было отклонено 41 голосом за 13[19].
2. ↑  В документах фамилия также была записана как не Конвей (Conway), а Конрой (Conroy).
3. ↑  Также известен как Генри Кинан.
4. ↑  Фамилия также записана как Грири (Greery).